# Aidkahmoskee
De Aidkahmoskee bevindt zich in Kashgar in de regio Xinjiang. Kashgar is het islamitische hart in China; in de stad is ongeveer 85% van de bevolking Oeigoer, in de gehele prefectuur is dat meer dan 90%.
De moskee is het hart van de oude stad en tevens de grootste van Kashgar. De oppervlakte van de moskee is 16.800 m2. Soms komen er tot 10.000 gelovigen af naar het vrijdagmiddaggebed. Met hun chapan komen ze van heinde en verre af.
Het gebouw domineert het centrale plein van Kashgar met zijn hoge voorgevel in wit en geel, met aan beide kanten twee minaretten. Binnenin, in de gebedshal, bevinden zich groengeschilderde houten pilaren, opgetrokken in Centraal-Aziatische bouwstijl.
De moskee is gebouwd in de 15e eeuw bij Saqsiz Mirza. Binnen de moskee zouden oudere structuren die dateren van 996.